# Colalao del Valle
Colalao del Valle är en ort i Argentina.   Den ligger i provinsen Tucumán, i den norra delen av landet, 1 200 km nordväst om huvudstaden Buenos Aires. Colalao del Valle ligger 1 705 meter över havet och antalet invånare är 632.
Terrängen runt Colalao del Valle är varierad. Runt Colalao del Valle är det mycket glesbefolkat, med 6 invånare per kvadratkilometer.. Colalao del Valle är det största samhället i trakten.
Omgivningarna runt Colalao del Valle är i huvudsak ett öppet busklandskap.